# Gabriel Kolmodin
Gabriel Kolmodin, född 13 november 1707 i Torshälla, död 29 juni 1779 i Nyköping, var en svensk präst och riksdagsman. Han var son till kyrkoherde Nicolaus Laurentii Kolmodin och Brita Mozelia. 
Efter studier i Strängnäs blev Kolmodin student vid Uppsala universitet 1727, där han efter två disputationer 1732 "philisophorum sententiae de anima" och 1734 "de pravitate Luna" blev magister 1734. Han var därefter regementspastor vid Södermanlands regemente. Kolmodin prästvigdes i Strängnäs 17 december 1740 och var under åren 1746-1763 kyrkoherde i Björkviks församling varunder han var opponens på prästmötet i Strängnäs 1753. År 1763 installerad i Nyköpings västra församling av biskop Serenius. Serenius genomförde då en välbehövlig visitation som påvisade flera brister i församlingen, bland annat hade räkenskaperna inte avslutats på två år, fattighus saknades och kyrkan var ännu 44 år efter 1719 års brand ej iståndsatt. Det dröjde inte länge innan Kolmodin tog itu med dessa frågor. 
Kolmodin var kontraktsprost, ledamot av lasarettsdirektionen i Nyköping och riksdagsman vid sex riksdagar 1765–1772.
Gabriel Kolmodin var gift med Eva Adriana von Schantz (1717–1794), dotter till kammarherre Johan Eberhard von Schantz och grevinnan Eva Leijonstedt (1695–1762). Kolmodin var svärfar till hovpredikanten prosten Anders Norberg.

## Källförteckning
- Hagström, K.A. (1898). Strängnäs stifts herdaminne, Andra delen. Strängnäs. sid. 321-322